# La Belle Ferronnière
La Belle Ferronnière je portret dame, ki jo običajno pripisujejo Leonardu da Vinciju v pariškem Louvru. Znan je tudi pod imenom Portret neznane ženske. Naslov slike, ki je bil uporabljen že v 17. stoletju in je model identificiral kot ženo ali hčerko trgovca z železom (ferronnier), naj bi diskretno namigoval na cenjeno ljubico Franca I., poročenega z neko Le Ferronom. Kasneje so jo prepoznali kot Lucretio Crivelli, poročeno dvorno damo vojvodine Beatrice iz Milana, ki je postala še ena od vojvodovih ljubic.
Leonardova Dama s hermelinom je bila tudi znana pod tem imenom. Včasih so verjeli, da je to portret Cecilije Gallerani, ene od ljubic milanskega vojvode Ludovica Sforze.  Pripoved in naslov sta bila uporabljena za Damo s hermelinom, ko je bila v zbirki princese Czartoryski, z La Belle Ferronniere pa ju je zmedla prisotnost dragulja, ki ga je nosila na nežni verižici čez čelo, imenovani ferronnière..
To sliko je Louvre leta 2017 posodil v Abu Dhabi, ZAE  .

## Pripis
Čeprav je model slike La Belle Ferronniere še vedno zavit v skrivnost, je znamenita razstava Leonardo Da Vinci: Slikar na dvoru Milana (Narodna galerija, London, 9. novembra 2011 - 5. februarja 2012) portret uvrstila kot da morda upodablja Beatrice d'Este, ženo Ludovica Sforze. To izpodbija prejšnjo identifikacijo modela kot Lucrezije Crivelli, Ludovicove ljubice.
Ameriški zgodovinar Bernard Berenson je ta portret pripisal Bernardinu de' Contiju.
Slikarja Giovannija Antonia Boltraffia je predlagal Herbert Cook, ki je svoje mnenje umaknil, ko je videl Leonardovo lastno roko, leta 1904.

## Kopije
Kasnejša različica slike na platnu  je bila umetniškemu inštitutu v Kansas Cityju ponujena kot izvirnik, vendar jo je sir Joseph Duveen na podlagi fotografije označil za kopijo, ki je dovolil svoje pripombe objaviti v New York Worldu leta 1920; lastnica, gospa Andrée Lardoux Hahn, je v razvpitem sodnem postopku  tožila zaradi obrekovanja lastnine, v kateri so sodelovali številni največji tedanji poznavalci, ki so si v Louvru ogledovali obe sliki drugo ob drugi; primer je bil na koncu obravnavan v New Yorku pred poroto, ki je bila izbrana, ker ni vedela ničesar o Leonardovem ali Morellianovem poznavalstvu, in se poravnala za 60.000 USD plus sodni stroški, ki so bili precejšnji. Lastničin zapis, Harry Hahnov The Rape of La Belle (1946) je klasika populistične teorije zarote, ki se uporablja v svetu umetnosti. Po desetletjih v trezorju v Omahi je Hahn La Belle 28. januarja 2010 na dražbi prodala družba Sotheby's kot »sledilca Leonarda, verjetno pred letom 1750«; prinesla je 1,5 milijona dolarjev, kar je bila trikrat višja cena od ocene Sothebyja v predprodaji. Kupec je bil neznani ameriški zbiralec. 
Kopija La Belle Ferronnière iz 19. stoletja je ohranjena v Musée des beaux-arts, Chambéry. [16] Slika Louvre je prepoznana v predrevolucionarnih inventarjih francoske kraljeve zbirke. The Louvre painting is identified in pre-Revolutionary inventories of the French royal collection.

## SKlici
1. ↑  Dianne Hales: Mona Lisa
2. ↑  Luke Syson and Larry Keith, Leonado Da Vinci: Painter at the Court of Milan, Exhibition Catalogue (National Gallery, London, 2011)
3. ↑  »Louvre Abu Dhabi to be first museum in Middle East to show a Leonardo Da Vinci painting«. The National (v angleščini). Pridobljeno 3. julija 2020.
4. ↑  Binlot, Ann. »Could This Leonardo Da Vinci Be The Louvre Abu Dhabi's Mona Lisa?«. Forbes (v angleščini). Pridobljeno 3. julija 2020.
5. ↑  Luke Syson and Larry Keith, Leonado Da Vinci: Painter at the Court of Milan, Exhibition Catalogue, National Gallery (London, 2011)
6. ↑  "Controversial painting 'La Belle Ferronniere', once thought to be a da Vinci, sells for $1.5M"   . New York Daily News. Reuters. January 29, 2010.
7. ↑  Berenson, Italian Pictures of the Renaissance: Central Italian and North Italian Schools (1968:48).
8. ↑  Herbert Cook, "Some Notes on the Early Milanese Painters Butinone and Zenale. Part III (Conclusion) – Zenale as a Portrait Painter" The Burlington Magazine for Connoisseurs 5 No. 14 (May 1904:199-2090 p. 201f.
9. ↑  Its earliest secure appearance was its purchase in 1847 by Antoine Vincent, from the collection of the comte de Betz, as from General Louis Tourton. (Brewer).
10. ↑  "The most sensational art trial of the early twentieth century", according to John Brewer, "Art and Science: A Da Vinci Detective Story", Engineering and Science, No. 1/2 (2005); Brewer's The American Leonardo: A Tale of Obsession, Art and Money (New York: Oxford UP, 2009) is the definitive account of the Hahns' unsuccessful marketing of their painting.
11. ↑  [mrtva povezava][mrtva povezava]
12. ↑  "Mona Lisa She Is Not, but Coveted Nonetheless"
13. ↑  »"La belle Ferronière d'après Léonard de Vinci"«. Culture.gouv.fr. Pridobljeno 17. julija 2013.
14. ↑  Portrait de femme, dit La Belle Ferronnière, inv. 778